# С планине и испод планине (1904)
 „С планине и испод планине“ је друга збирка приповедака српског књижевника Петра Кочића. Објављена је почетком 1904. у Загребу и посвећена је „успомени генија Ђуре Јакшића”. Збирка се састоји из четири приповетке: „Јелике и оморике”, „Кроз маглу”, „Мрачајски прото” и „Јазавац пред судом”. Ова књига је уједно и друга од укупно три различите Кочићеве збирке које носе назив „С планине и испод планине”.